# Mesochra pygmaea
Mesochra pygmaea är en kräftdjursart som först beskrevs av Claus 1863.  Mesochra pygmaea ingår i släktet Mesochra och familjen Canthocamptidae. Arten är reproducerande i Sverige. Inga underarter finns listade i Catalogue of Life.